# Shelley Moore Capito
Shelley Moore Capito, właśc. Shelley Wellons Moore Capito (ur. 26 listopada 1953 w Glen Dale, Wirginia Zachodnia) – polityk amerykańska, senator ze stanu Wirginia Zachodnia od roku 2015, członkini Partii Republikańskiej.